# Gåstjärnen (Nordmalings socken, Ångermanland)
Gåstjärnen är en sjö i Nordmalings kommun i Ångermanland och ingår i Öreälvens huvudavrinningsområde.